# Plan-les-Ouates
Plan-les-Ouates és un municipi suís del cantó de Ginebra.